# Stadion Trud w Irkucku
Stadion Trud – wielofunkcyjny stadion sportowy w Irkucku, w Rosji. Swoje mecze rozgrywa tu miejscowy klub piłkarski Zenit Irkuck.
W 2014 roku stadion ten był areną Mistrzostw Świata w bandy.